# Kupšinci
Kupšinci – wieś w Słowenii, w gminie miejskiej Murska Sobota. W 2018 roku liczyła 346 mieszkańców. 